# Ӽ (слово ћирилице)
Ӽ ӽ (искошено: Ӽ ӽ) је слово ћириличног писма. У Уникоду, ово слово се зове „Х са куком“. Његов облик је изведен од ћириличког слова Х додавањем кукице на десну ногу.
Ӽ ӽ се користи у алфабетима ителменског и нивхског језика, где представља безвучни увуларни фрикатив . Ӽ ӽ се такође користи у алеутском језику (беринговом дијалекту). То је тридесет девето слово модерне алеутске азбуке.
Слово Ҳ (Ҳ ҳ Ҳ ҳ) се понекад користи за овај звук због подршке за словне фонтове.

## Рачунарски кодови
| Знак                      | Ӽ                                    | Ӽ                                    | ӽ                                  | ӽ                                  |
| ------------------------- | ------------------------------------ | ------------------------------------ | ---------------------------------- | ---------------------------------- |
| Назив у Уникоду           | CYRILLIC CAPITAL LETTER HA WITH HOOK | CYRILLIC CAPITAL LETTER HA WITH HOOK | CYRILLIC SMALL LETTER HA WITH HOOK | CYRILLIC SMALL LETTER HA WITH HOOK |
| Врста кодирања            | децимална                            | хексадецимална                       | децимална                          | хексадецимална                     |
| Уникод                    | 1276                                 | U+04FC                               | 1277                               | U+04FD                             |
| UTF-8                     | 211 188                              | D3 BC                                | 211 189                            | D3 BD                              |
| Нумеричка референца знака | &#1276;                              | &#x4FC;                              | &#1277;                            | &#x4FD;                            |

## Спољни линкови
- Уникод предлог N2933